# Santaella
Santaella és un municipi de la província de Còrdova, Andalusia, Espanya. Es troba a la depressió del Guadalquivir, entre Écija i Puente Genil. Està formada pels llogarets de La Montiela, Bocas del Salado, El Ingeniero i El Fontanar.

## Geografia
En la depressió del Guadalquivir, entre les ciutats d'Écija i Puente Genil.
Aldees: La Montiela, Bocas del Salado, El Ingeniero i El Fontanar.

## Demografia
Nombre d'habitants en els últims deu anys.
| 1997  | 1999  | 2000  | 2001  | 2002  | 2003  | 2004  | 2005  | 2006  | 2007  | 2010  | 2014  |
| ----- | ----- | ----- | ----- | ----- | ----- | ----- | ----- | ----- | ----- | ----- | ----- |
| 5.850 | 5.875 | 5.878 | 5.901 | 5.927 | 5.943 | 5.938 | 6.002 | 6.060 | 6.022 | 6.182 | 6.097 |

## Economia
La seva activitat econòmica principal és l'agricultura, de secà i regadiu, de la que es deriven algunes indústries auxiliars.

## Patrimoni artístic i monumental
Arquitectònicament, destaquen les muralles àrabs, la torre de l'homenatge, i la "iglesia de la Asunción" del segle xvii.

## Reines de Santaella
Certamen anual en què s'escull a la representant del poble que és coronada simbòlicament com a Reina de Santaella.
Reines de Santaella
- Inés María Bascón Aguilar (2008)
- Mª Del Valle Lopéz Polo (2003)

## Ciutats agermanades
- Ecouflant, França.[1]
- Vinaròs, Castelló